# Nati nel 1988/Dicembre
| Questa pagina contiene informazioni ricavate automaticamente dalle voci biografiche con l'ausilio del template Bio e di un bot. L'aggiornamento è periodico e automatico e ricostruisce completamente la pagina. Se manca una persona in questa lista, sei pregato di non aggiungerla, ma accertati piuttosto che la sua voce biografica contenga il template Bio e che i dati anagrafici siano correttamente compilati. Se il template Bio manca, inseriscilo tu stesso o, in alternativa, metti l'avviso {{tmp\|Bio}} che ne segnala la mancanza. Se i dati riportati sono sbagliati, correggi direttamente la voce biografica; le modifiche saranno visibili in questa lista entro pochi giorni. Per chiarimenti vedi il progetto biografie. La lista contiene solo le 449 persone che sono citate nell'enciclopedia e per le quali è stato implementato correttamente il template Bio. Pagina aggiornata al 10 ago 2025. |

- 1º dicembre - Jelena Blagojević, pallavolista serba
- 1º dicembre - Alberto Bravo, pallavolista portoricano
- 1º dicembre - Milton Caraglio, calciatore argentino
- 1º dicembre - Irak'li Dzaria, ex calciatore georgiano
- 1º dicembre - Nadia Hilker, attrice e modella tedesca
- 1º dicembre - Im Si-wan, cantante e attore sudcoreano
- 1º dicembre - Tyler Joseph, cantautore, rapper e polistrumentista statunitense
- 1º dicembre - Mihály Korhut, calciatore ungherese
- 1º dicembre - Zoë Kravitz, attrice, cantante e modella statunitense
- 1º dicembre - Dan Mavraides, ex cestista statunitense
- 1º dicembre - Matts Olsson, ex sciatore alpino svedese
- 1º dicembre - Vaggelīs Platellas, calciatore greco
- 1º dicembre - Natalija Prica, modella croata
- 1º dicembre - Riley Reiff, giocatore di football americano statunitense
- 1º dicembre - Marcus Relphorde, cestista statunitense
- 1º dicembre - Jay Simpson, ex calciatore inglese
- 1º dicembre - Manuel Štrlek, pallamanista croato
- 2 dicembre - Fuse ODG, cantante britannico
- 2 dicembre - Rosie Brennan, fondista statunitense
- 2 dicembre - Antti Buri, pilota automobilistico finlandese
- 2 dicembre - Hersony Canelón, pistard venezuelano
- 2 dicembre - Babajide Collins Babatunde, ex calciatore nigeriano
- 2 dicembre - Alfred Enoch, attore britannico
- 2 dicembre - Stephen McGinn, calciatore scozzese
- 2 dicembre - Tommaso Migliore, ex hockeista su ghiaccio italiano
- 2 dicembre - Kim Ojo, ex calciatore nigeriano
- 2 dicembre - Nejc Potokar, ex calciatore sloveno
- 2 dicembre - Enigma, rapper italiano
- 2 dicembre - Maic Sema, calciatore svedese
- 3 dicembre - Egor Gennad'evič Baranov, attore, regista e sceneggiatore russo
- 3 dicembre - Pietro Boselli, modello italiano
- 3 dicembre - Jeb Brovsky, ex calciatore statunitense
- 3 dicembre - Angellot Caro, ex giocatore di calcio a 5 colombiano
- 3 dicembre - Leon Jackson, cantante scozzese
- 3 dicembre - Enon Kawatani, musicista e cantautore giapponese
- 3 dicembre - Keirrison, ex calciatore brasiliano
- 3 dicembre - Michiel Kramer, calciatore olandese
- 3 dicembre - Christian Mouritsen, ex calciatore faroese
- 3 dicembre - Justo Nguema Nchama, ex calciatore equatoguineano
- 3 dicembre - Štefan Pekár, calciatore slovacco
- 3 dicembre - Valeria Pirone, calciatrice italiana
- 3 dicembre - Michela Quattrociocche, attrice italiana
- 3 dicembre - Jesús Soraire, calciatore argentino
- 3 dicembre - Kamila Štěpánová, ex cestista ceca
- 4 dicembre - Jesús Aicardo, giocatore di calcio a 5 spagnolo
- 4 dicembre - Mohammed Ba Rowis, calciatore yemenita
- 4 dicembre - Stjepan Babić, ex calciatore croato
- 4 dicembre - Miki Kanie, arciera giapponese
- 4 dicembre - Leandro Leguizamón, calciatore argentino
- 4 dicembre - Mario Maurer, attore, modello e cantante thailandese
- 4 dicembre - Justin Meram, ex calciatore statunitense
- 4 dicembre - Andrea Moser, ex hockeista su ghiaccio italiano
- 4 dicembre - Natasha Pulley, scrittrice britannica
- 4 dicembre - Andrij Pyljavs'kyj, ex calciatore ucraino
- 5 dicembre - Artëm Ašaev, pallanuotista russo
- 5 dicembre - Ross Bagley, attore statunitense
- 5 dicembre - Tina Charles, cestista statunitense
- 5 dicembre - Florian Geffrouais, multiplista francese
- 5 dicembre - Elizabeth Gleadle, giavellottista canadese
- 5 dicembre - Michael Harris, giocatore di football americano statunitense
- 5 dicembre - Kyle Long, giocatore di football americano statunitense
- 5 dicembre - Nikolai Mašitšev, calciatore estone
- 5 dicembre - Papa Niang, ex calciatore senegalese
- 5 dicembre - Michelle Nogueras, pallavolista portoricana
- 5 dicembre - Joanna Rowsell, ex pistard e ciclista su strada britannica
- 5 dicembre - Khadijah Rushdan, ex cestista e allenatrice di pallacanestro statunitense
- 5 dicembre - Manuel Schmiedebach, calciatore tedesco
- 5 dicembre - Tsukasa Shiotani, calciatore giapponese
- 5 dicembre - Miralem Sulejmani, ex calciatore serbo
- 5 dicembre - Anna Szymańska, calciatrice polacca
- 5 dicembre - Diego Tonetto, calciatore argentino
- 5 dicembre - Rumi Utsugi, calciatrice giapponese
- 6 dicembre - Anatoly Bose, ex cestista kazako
- 6 dicembre - Christian Dorda, allenatore di calcio e ex calciatore tedesco
- 6 dicembre - Adam Eaton, giocatore di baseball statunitense
- 6 dicembre - Valentina Gatti, cestista italiana
- 6 dicembre - Jonathan Hogg, calciatore inglese
- 6 dicembre - Johan Kristoffersson, pilota automobilistico e pilota di rally svedese
- 6 dicembre - Les Twins, ballerino, coreografo e modello francese
- 6 dicembre - Nathan Mitchell, attore canadese
- 6 dicembre - Sandra Nurmsalu, cantante e violinista estone
- 6 dicembre - Sabrina Ouazani, attrice francese
- 6 dicembre - Nils Petersen, ex calciatore tedesco
- 6 dicembre - Nobunaga Shimazaki, doppiatore giapponese
- 6 dicembre - Baki Çiftçi, attore turco
- 7 dicembre - Juan Abarca, calciatore cileno
- 7 dicembre - Nathan Adrian, nuotatore statunitense
- 7 dicembre - Emily Browning, attrice australiana
- 7 dicembre - Laurent Depoitre, ex calciatore belga
- 7 dicembre - Angelina Gabueva, tennista russa
- 7 dicembre - Cláudia Gadelha, artista marziale mista brasiliana
- 7 dicembre - Andrew Goudelock, cestista statunitense
- 7 dicembre - Roy Helu, giocatore di football americano statunitense
- 7 dicembre - Kim Do-yeon, calciatrice sudcoreana
- 7 dicembre - James Marshall, rugbista a 15 neozelandese
- 7 dicembre - Franck Ndongo, ex cestista camerunese
- 7 dicembre - Josh Owens, ex cestista statunitense
- 7 dicembre - Benjamin Clementine, cantautore, musicista e poeta britannico
- 7 dicembre - Andrés Santos, ex giocatore di calcio a 5 argentino
- 7 dicembre - Julyan Stone, cestista statunitense
- 7 dicembre - Philipp Zepnik, ex sciatore alpino tedesco
- 8 dicembre - Ahn Byung-keon, ex calciatore sudcoreano
- 8 dicembre - Denis Birjukov, pallavolista russo
- 8 dicembre - Ricardo Bustamante, schermidore argentino
- 8 dicembre - Marcus Gilchrist, giocatore di football americano statunitense
- 8 dicembre - Ladyva, pianista svizzera
- 8 dicembre - Linnea Liljegärd, calciatrice svedese
- 8 dicembre - Pietro Mannino, attore italiano
- 8 dicembre - Alberto Marconato, rugbista a 15 italiano
- 8 dicembre - Damien Marcq, calciatore francese
- 8 dicembre - Ferdinand Tille, pallavolista tedesco
- 8 dicembre - Jerry Vandam, calciatore francese
- 8 dicembre - Simon van Velthooven, pistard neozelandese
- 8 dicembre - Matthijs Verhanneman, pallavolista belga
- 8 dicembre - Lisa-Marie Walz, ex sciatrice alpina tedesca
- 8 dicembre - Veronika Zvařičová, ex biatleta ceca
- 9 dicembre - Pietro Aradori, cestista italiano
- 9 dicembre - Kwadwo Asamoah, ex calciatore ghanese
- 9 dicembre - Jonas Edvardsen, giocatore di calcio a 5 e calciatore norvegese
- 9 dicembre - Adam Gettis, giocatore di football americano statunitense
- 9 dicembre - Ji Liping, ex nuotatrice cinese
- 9 dicembre - Kim Kum-ok, ex maratoneta nordcoreana
- 9 dicembre - Georges Mandjeck, calciatore camerunese
- 9 dicembre - Denarius Moore, giocatore di football americano statunitense
- 9 dicembre - Andrea Razzi, pallanuotista italiano
- 9 dicembre - Travian Robertson, giocatore di football americano statunitense
- 9 dicembre - Korey Toomer, ex giocatore di football americano statunitense
- 9 dicembre - Veronika Vítková, ex biatleta e fondista ceca
- 9 dicembre - Rhys Webb, rugbista a 15 britannico
- 9 dicembre - Robbie Weir, calciatore nordirlandese
- 10 dicembre - Dennis Banda, calciatore zambiano
- 10 dicembre - Wilfried Bony, ex calciatore ivoriano
- 10 dicembre - Simon Church, ex calciatore inglese
- 10 dicembre - Mitchell Donald, ex calciatore olandese
- 10 dicembre - Rodolfo Gamarra, calciatore paraguaiano
- 10 dicembre - Jalila Haider, attivista e avvocatessa pakistana
- 10 dicembre - Jena Hansen, velista danese
- 10 dicembre - Jon Lancaster, pilota automobilistico britannico
- 10 dicembre - Abdel-Aziz Mehelba, tiratore a volo egiziano
- 10 dicembre - Pak Chol-min, calciatore nordcoreano
- 10 dicembre - Kristina Pronženko, multiplista tagika
- 10 dicembre - Luis Silva, ex calciatore messicano
- 10 dicembre - Neven Subotić, ex calciatore serbo
- 10 dicembre - Wang Chongwei, ex hockeista su ghiaccio cinese
- 11 dicembre - Alia Atkinson, ex nuotatrice giamaicana
- 11 dicembre - Max Brod, giornalista e autore televisivo italiano
- 11 dicembre - Éverton Cardoso da Silva, calciatore brasiliano
- 11 dicembre - T.L. Edwards, ex giocatore di football americano statunitense
- 11 dicembre - Alparslan Erdem, allenatore di calcio e ex calciatore turco
- 11 dicembre - David Gilreath, giocatore di football americano statunitense
- 11 dicembre - Ali Haram, calciatore bahreinita
- 11 dicembre - Ashley Hinshaw, attrice e modella statunitense
- 11 dicembre - Kim Kyong-il, calciatore nordcoreano
- 11 dicembre - Marcos Rocha, calciatore brasiliano
- 11 dicembre - Anthony Sherman, ex giocatore di football americano statunitense
- 11 dicembre - Božo Starčević, lottatore croato
- 11 dicembre - Anton Zemljanuchin, calciatore kirghiso
- 11 dicembre - Giorgi Šelija, calciatore russo
- 12 dicembre - Luciano Avellino, giocatore di calcio a 5 argentino
- 12 dicembre - Micael Borges, attore e cantante brasiliano
- 12 dicembre - Edy-Nicolas Boyom, ex calciatore camerunese
- 12 dicembre - Kévin Bru, ex calciatore francese
- 12 dicembre - Lonah Chemtai Salpeter, mezzofondista e maratoneta keniota
- 12 dicembre - Adrian Clifton, calciatore inglese
- 12 dicembre - James Dayton, ex calciatore inglese
- 12 dicembre - Roihau Degage, calciatore francese
- 12 dicembre - Simone Grippo, ex calciatore svizzero
- 12 dicembre - Hahm Eun-jung, cantante e attrice sudcoreana
- 12 dicembre - Mamunul Mamul, calciatore bangladese
- 12 dicembre - Marta Jujka, ex cestista polacca
- 12 dicembre - Gianluca Maglia, ex nuotatore italiano
- 12 dicembre - Alfred Morris, giocatore di football americano statunitense
- 12 dicembre - Chris Perfetti, attore statunitense
- 12 dicembre - Martina Piccolo, arbitro di calcio a 5 italiano
- 12 dicembre - María Belén Potassa, calciatrice argentina
- 12 dicembre - Nicola Ravaglia, calciatore italiano
- 12 dicembre - Ivanildo Rodrigues, calciatore brasiliano
- 12 dicembre - Douglas Friedrich, calciatore brasiliano
- 12 dicembre - Aleksej Stul'nev, bobbista russo
- 12 dicembre - Brian Umony, calciatore ugandese
- 12 dicembre - Zhou Hongzhuan, atleta paralimpica cinese
- 13 dicembre - Nichole Ayers, astronauta statunitense
- 13 dicembre - Bai Xue, maratoneta e mezzofondista cinese
- 13 dicembre - Darcy Blake, ex calciatore gallese
- 13 dicembre - Aleksandra Cotti, ex pallanuotista e allenatrice di pallanuoto italiana
- 13 dicembre - Rickie Fowler, golfista statunitense
- 13 dicembre - Riker Hylton, velocista giamaicano
- 13 dicembre - Hernán Novick, calciatore uruguaiano
- 13 dicembre - Elena Russo, ex cestista italiana
- 13 dicembre - Laís Souza, sciatrice freestyle e ex ginnasta brasiliana
- 14 dicembre - Nicolas Batum, cestista francese
- 14 dicembre - Aauri Bokesa, atleta e cestista spagnola
- 14 dicembre - Sam Burgess, rugbista a 13 e rugbista a 15 britannico
- 14 dicembre - Eneko Bóveda, ex calciatore spagnolo
- 14 dicembre - George Cabrera, ex calciatore gibilterriano
- 14 dicembre - Nate Ebner, ex rugbista a 7 e ex giocatore di football americano statunitense
- 14 dicembre - Reza Goodary, artista marziale misto iraniano
- 14 dicembre - Vanessa Hudgens, attrice, cantante e ballerina statunitense
- 14 dicembre - Alison Jackson, ciclista su strada canadese
- 14 dicembre - Dave Kilcoyne, rugbista a 15 irlandese
- 14 dicembre - David McMillan, ex calciatore irlandese
- 14 dicembre - Ayumu Murase, doppiatore giapponese
- 14 dicembre - Roberto Nani, ex sciatore alpino italiano
- 14 dicembre - Isaiah Pead, giocatore di football americano statunitense
- 14 dicembre - O'Dayne Richards, pesista giamaicano
- 14 dicembre - Brandon Saine, giocatore di football americano statunitense
- 14 dicembre - Hayato Sakamoto, giocatore di baseball giapponese
- 14 dicembre - Nils Schouterden, calciatore belga
- 14 dicembre - Ebrima Sohna, calciatore gambiano
- 14 dicembre - Anna-Maria Zimmermann, cantante tedesca
- 15 dicembre - Filip Adamović, cestista bosniaco
- 15 dicembre - Andreea Andrei, schermitrice rumena
- 15 dicembre - Drew Banks, ex giocatore di football americano e allenatore di football americano statunitense
- 15 dicembre - Merihun Crespi, mezzofondista italiano
- 15 dicembre - Matías Escudero, calciatore argentino
- 15 dicembre - Erik Gustafsson, hockeista su ghiaccio svedese
- 15 dicembre - Emily Head, attrice inglese
- 15 dicembre - Pēteris Kalniņš, slittinista lettone
- 15 dicembre - Stefan Karlsson, ex calciatore svedese
- 15 dicembre - Erling Knudtzon, calciatore norvegese
- 15 dicembre - David Molk, giocatore di football americano statunitense
- 15 dicembre - Alex Monteiro de Lima, calciatore brasiliano
- 15 dicembre - Steven Nzonzi, calciatore francese
- 15 dicembre - Elliot Omozusi, ex calciatore inglese
- 15 dicembre - Ashton Smith, wrestler inglese
- 15 dicembre - Giorgia Sottana, cestista italiana
- 15 dicembre - Toni Šunjić, calciatore bosniaco
- 15 dicembre - Sergio Vergara, calciatore paraguaiano
- 16 dicembre - Paul Bennett, canottiere britannico
- 16 dicembre - Cho Jun-ho, judoka sudcoreano
- 16 dicembre - Derrin Ebanks, calciatore britannico
- 16 dicembre - Jenessa Grant, attrice canadese
- 16 dicembre - Mats Hummels, ex calciatore tedesco
- 16 dicembre - Kaitlyn Lawes, giocatrice di curling canadese
- 16 dicembre - Jacob Lensky, ex calciatore canadese
- 16 dicembre - Nitya Krishinda Maheswari, giocatrice di badminton indonesiana
- 16 dicembre - Nicco Montaño, artista marziale mista statunitense
- 16 dicembre - Chibuzor Okonkwo, ex calciatore nigeriano
- 16 dicembre - Park Seo-joon, attore e cantante sudcoreano
- 16 dicembre - Sergej Pes'jakov, calciatore russo
- 16 dicembre - Melvin Platje, calciatore olandese
- 16 dicembre - Aleksej Šved, cestista russo
- 16 dicembre - Julian Vaughn, ex cestista statunitense
- 17 dicembre - Mikkel Andersen, calciatore danese
- 17 dicembre - Felipe Arteiro, giocatore di calcio a 5 brasiliano
- 17 dicembre - Masashi Eriguchi, velocista giapponese
- 17 dicembre - Jonathan Iglesias, calciatore uruguaiano
- 17 dicembre - Jessi, rapper statunitense
- 17 dicembre - Jin Sun-yu, pattinatrice di short track sudcoreana
- 17 dicembre - Kris Joseph, ex cestista canadese
- 17 dicembre - Filip Kasalica, ex calciatore montenegrino
- 17 dicembre - Kana Kitahara, calciatrice giapponese
- 17 dicembre - Raffaele Maddaluno, pallanuotista italiano
- 17 dicembre - Iván Maestro, pilota motociclistico spagnolo
- 17 dicembre - Miguel Ângelo Marques Granja, calciatore portoghese
- 17 dicembre - Pernell McPhee, giocatore di football americano statunitense
- 17 dicembre - Thaisa Moreno, calciatrice brasiliana
- 17 dicembre - Eddie Pleasant, giocatore di football americano statunitense
- 17 dicembre - David Rudisha, mezzofondista keniota
- 17 dicembre - Yann Sommer, calciatore svizzero
- 17 dicembre - Mate Vatsadze, calciatore georgiano
- 17 dicembre - Bertin Samuel Zé Ndille, ex calciatore camerunese
- 18 dicembre - Karim Abed, arbitro di calcio francese
- 18 dicembre - Zied Ait Ouagram, lottatore tunisino
- 18 dicembre - Lyrica Anderson, cantautrice, paroliera e personaggio televisivo statunitense
- 18 dicembre - Elliott Bennett, ex calciatore inglese
- 18 dicembre - Elizabeth Deignan, ex ciclista su strada e ex pistard britannica
- 18 dicembre - LaRon Dendy, ex cestista statunitense
- 18 dicembre - Mohamed El-Shenawy, calciatore egiziano
- 18 dicembre - Mary Gambale, ex tennista statunitense
- 18 dicembre - Joanna Leszczyńska, canottiera polacca
- 18 dicembre - Jerome Meyinsse, cestista statunitense
- 18 dicembre - Peter Orávik, calciatore slovacco
- 18 dicembre - Elvis Pinel, calciatore nicaraguense
- 18 dicembre - Leocísio Sami, calciatore guineense
- 18 dicembre - Harmanjot Khabra, allenatore di calcio e ex calciatore indiano
- 18 dicembre - Hörður Vilhjálmsson, cestista islandese
- 19 dicembre - Dimo Bakalov, calciatore bulgaro
- 19 dicembre - Matías Ballini, calciatore argentino
- 19 dicembre - Emma Berglund, calciatrice svedese
- 19 dicembre - Nikola Cvetinović, ex cestista serbo
- 19 dicembre - Jason Ebanks, calciatore britannico
- 19 dicembre - Chris Gabriel, cestista sudafricano
- 19 dicembre - Niklas Landin Jacobsen, pallamanista danese
- 19 dicembre - Ok Ja-yeon, attrice sudcoreana
- 19 dicembre - Mitchell Pirotta, pilota motociclistico australiano
- 19 dicembre - Loïc Puyo, ex calciatore francese
- 19 dicembre - Alexis Sánchez, calciatore cileno
- 19 dicembre - Astrig Siranossian, violoncellista francese
- 19 dicembre - Katie St. Ives, ex attrice pornografica statunitense
- 19 dicembre - Sergej Teterjatnikov, cosmonauta russo
- 19 dicembre - Galymzhan Usserbayev, lottatore kazako
- 20 dicembre - Omar Bolden, giocatore di football americano statunitense
- 20 dicembre - Bernardo Cuesta, calciatore argentino
- 20 dicembre - Erik Goeddel, giocatore di baseball statunitense
- 20 dicembre - Denise Herrmann, ex biatleta e fondista tedesca
- 20 dicembre - Adam Hloušek, calciatore ceco
- 20 dicembre - Jaye Howard, giocatore di football americano statunitense
- 20 dicembre - Klaudia Kaczorowska, pallavolista polacca
- 20 dicembre - Abdoulaye Maïga, ex calciatore maliano
- 20 dicembre - Luca Martinelli, calciatore italiano
- 20 dicembre - Carlotta Nobile, storica dell'arte, violinista e scrittrice italiana († 2013)
- 20 dicembre - Tomáš Pilík, calciatore ceco
- 21 dicembre - Mohammed Al-Siyabi, calciatore omanita
- 21 dicembre - Kevin Anderson, ex cestista e allenatore di pallacanestro statunitense
- 21 dicembre - Mehdi Bekheira, ex giocatore di football americano francese
- 21 dicembre - Markeith Cummings, cestista statunitense
- 21 dicembre - Danny Duffy, giocatore di baseball statunitense
- 21 dicembre - David Lozano, ciclista su strada, ciclocrossista e mountain biker spagnolo
- 21 dicembre - Toby Mao, speedcuber statunitense
- 21 dicembre - Takuya Matsuura, calciatore giapponese
- 21 dicembre - Ben O'Connor, hockeista su ghiaccio britannico
- 21 dicembre - Federica Radicchi, pallanuotista italiana
- 21 dicembre - Eddie Razaz, cantante svedese
- 21 dicembre - Teresa Ruiz, attrice messicana
- 21 dicembre - Perri Shakes-Drayton, ostacolista e velocista britannica
- 21 dicembre - Gabriel Sîncrăian, sollevatore rumeno
- 21 dicembre - Jayson Terdiman, ex slittinista statunitense
- 22 dicembre - Zeno Bertoli, pallanuotista italiano
- 22 dicembre - King Gyan, ex calciatore ghanese
- 22 dicembre - Leigh Halfpenny, rugbista a 15 britannico
- 22 dicembre - David Lemieux, pugile canadese
- 22 dicembre - Juventina Napoleão, ex maratoneta est-timorese
- 22 dicembre - Zdeněk Ondrášek, calciatore ceco
- 22 dicembre - Damián Pérez, calciatore argentino
- 22 dicembre - Daman Starring, ex cestista statunitense
- 22 dicembre - Gianluca Strazzabosco, hockeista su ghiaccio italiano
- 22 dicembre - Menelik Watson, ex giocatore di football americano inglese
- 23 dicembre - Niclas Ekberg, pallamanista svedese
- 23 dicembre - Mallory Hagan, modella statunitense
- 23 dicembre - Tat'jana Košeleva, dirigente sportivo e ex pallavolista russa
- 23 dicembre - Siyabonga Nhlapo, calciatore sudafricano
- 23 dicembre - Tony Ramoin, ex snowboarder francese
- 23 dicembre - Juraj Sagan, ex ciclista su strada slovacco
- 23 dicembre - Jacob Schoop, calciatore danese
- 23 dicembre - Kenney Walker, ex calciatore statunitense
- 23 dicembre - Antwaine Wiggins, cestista statunitense
- 23 dicembre - Pablo Álvarez Fernández, astronauta spagnolo
- 24 dicembre - Sitamadji Allarassem, calciatore ciadiano († 2014)
- 24 dicembre - Stefanos Athanasiadīs, ex calciatore greco
- 24 dicembre - Momodou Ceesay, ex calciatore gambiano
- 24 dicembre - Dušan Cvetinović, calciatore serbo
- 24 dicembre - Kim Jae-kyung, attrice sudcoreana
- 24 dicembre - Abigail Klein, attrice e modella statunitense
- 24 dicembre - Nikola Mektić, tennista croato
- 24 dicembre - Nura, rapper e attrice tedesca
- 24 dicembre - Park Jin-joo, attrice sudcoreana
- 24 dicembre - Njongo Priso, ex calciatore camerunese
- 24 dicembre - Tommy Stroot, allenatore di calcio tedesco
- 24 dicembre - Simon Zenke, calciatore nigeriano
- 25 dicembre - Dele Adeleye, ex calciatore nigeriano
- 25 dicembre - Mario Furore, politico italiano
- 25 dicembre - Eric Gordon, cestista statunitense
- 25 dicembre - Kajsa Kling, ex sciatrice alpina svedese
- 25 dicembre - Marco Mengoni, cantautore italiano
- 25 dicembre - Dustin Ortiz, artista marziale misto statunitense
- 25 dicembre - Solomon Owello, calciatore nigeriano
- 25 dicembre - Nduka Ozokwo, ex calciatore nigeriano
- 25 dicembre - Simona Pop, schermitrice rumena
- 25 dicembre - João Natailton Ramos dos Santos, calciatore brasiliano
- 25 dicembre - Andrew Selby, pugile britannico
- 25 dicembre - András Vági, calciatore ungherese
- 26 dicembre - Marco Canola, ex ciclista su strada italiano
- 26 dicembre - Neuciano de Jesus Gusmão, calciatore brasiliano
- 26 dicembre - Lucas Déaux, ex calciatore francese
- 26 dicembre - Veronika Eberle, violinista tedesca
- 26 dicembre - Guy Edi, cestista ivoriano
- 26 dicembre - Riccardo Idda, calciatore italiano
- 26 dicembre - Etien Velikonja, calciatore sloveno
- 26 dicembre - Wang Meiyin, ex ciclista su strada cinese
- 27 dicembre - Matthew Atkinson, attore statunitense
- 27 dicembre - Ayinde Augustus, calciatore americo-verginiano
- 27 dicembre - Gaëtan Charbonnier, calciatore francese
- 27 dicembre - Abby Finkenauer, politica statunitense
- 27 dicembre - Tim Grohmann, canottiere tedesco
- 27 dicembre - Jorge Gutiérrez, ex cestista e allenatore di pallacanestro messicano
- 27 dicembre - Junior Hemingway, ex giocatore di football americano statunitense
- 27 dicembre - Hera Hilmar, attrice islandese
- 27 dicembre - Zavon Hines, ex calciatore giamaicano
- 27 dicembre - Semën Kachanov, giocatore di calcio a 5 kazako
- 27 dicembre - Drake Muyodi, rugbista a 15 e rugbista a 13 ugandese
- 27 dicembre - Ok Taec-yeon, rapper, cantante e attore sudcoreano
- 27 dicembre - Rick Porcello, giocatore di baseball statunitense
- 27 dicembre - Addison Reed, giocatore di baseball statunitense
- 27 dicembre - C. J. Sapong, calciatore statunitense
- 27 dicembre - David Valero, mountain biker spagnolo
- 27 dicembre - Hayley Williams, cantautrice, musicista e imprenditrice statunitense
- 27 dicembre - Zack Williams, ex giocatore di football americano statunitense
- 27 dicembre - Andrzej Wrona, pallavolista polacco
- 27 dicembre - Hiroki Yamada, ex calciatore giapponese
- 28 dicembre - Islam-Beka Al'biev, lottatore russo
- 28 dicembre - Bilal Arzou, calciatore afghano
- 28 dicembre - Alex John Banal, pugile filippino
- 28 dicembre - Inès Boubakri, schermitrice tunisina
- 28 dicembre - Jordy Buijs, calciatore olandese
- 28 dicembre - Katlyn Chookagian, artista marziale mista statunitense
- 28 dicembre - Ched Evans, calciatore gallese
- 28 dicembre - Elfyn Evans, pilota di rally britannico
- 28 dicembre - Florrie, cantautrice e batterista britannica
- 28 dicembre - Kōhei Kameyama, ginnasta giapponese
- 28 dicembre - Iwan Lewis, attore e cantante inglese
- 28 dicembre - Enrica Merlo, pallavolista italiana
- 28 dicembre - Nsima Peter, calciatore nigeriano
- 28 dicembre - Martina Pretelli, velocista sammarinese
- 28 dicembre - Adam Sarota, calciatore australiano
- 28 dicembre - Abdou Razack Traoré, calciatore ivoriano
- 28 dicembre - Erika Trentin, nuotatrice artistica italiana
- 28 dicembre - Wei Tingting, scrittrice, regista e attivista cinese
- 28 dicembre - Dzmitryj Šėršan', judoka bielorusso
- 29 dicembre - Eric Berry, giocatore di football americano statunitense
- 29 dicembre - Josef Ferstl, ex sciatore alpino tedesco
- 29 dicembre - Silvia Fondriest, ex pallavolista italiana
- 29 dicembre - Gerard Gohou, calciatore ivoriano
- 29 dicembre - Michaela Kocianová, modella slovacca
- 29 dicembre - Ihor Kovalenko, scacchista ucraino
- 29 dicembre - Juan Mauri, ex calciatore argentino
- 29 dicembre - Rebecca Perry, pallavolista e giocatrice di beach volley statunitense
- 29 dicembre - Jerry Prempeh, calciatore ghanese
- 29 dicembre - Christen Press, calciatrice statunitense
- 29 dicembre - Apostolos Skondras, calciatore greco
- 29 dicembre - Lynn Styles, attrice irlandese
- 29 dicembre - Ágnes Szávay, ex tennista ungherese
- 29 dicembre - Ivan Tverdovskij, regista russo
- 29 dicembre - Serghei Țvetcov, ex ciclista su strada moldavo
- 29 dicembre - Shane Victor, velocista sudafricano
- 30 dicembre - Erik Berg, ex calciatore svedese
- 30 dicembre - Henry Hynoski, giocatore di football americano statunitense
- 30 dicembre - Rakel Hönnudóttir, calciatrice islandese
- 30 dicembre - Faris Jumaa, calciatore emiratino
- 30 dicembre - Tim Kister, ex calciatore tedesco
- 30 dicembre - Juan José Lobato, ex ciclista su strada spagnolo
- 30 dicembre - Cameron Long, ex cestista statunitense
- 30 dicembre - Maxime Machenaud, rugbista a 15 francese
- 30 dicembre - Laura Magitteri, ex pattinatrice artistica su ghiaccio italiana
- 30 dicembre - Evaldas Šiškevičius, ex ciclista su strada e mountain biker lituano
- 30 dicembre - William Soares, calciatore brasiliano
- 30 dicembre - Eloy Vargas, cestista dominicano
- 30 dicembre - Moussa Warsama, calciatore gibutiano
- 31 dicembre - Luca Ceci, pistard italiano
- 31 dicembre - Cristian Coimbra, calciatore boliviano
- 31 dicembre - Tijan Jaiteh, ex calciatore gambiano
- 31 dicembre - Kyle Johnson, cestista canadese
- 31 dicembre - Edvin Kanka Ćudić, attivista bosniaco
- 31 dicembre - Konan Serge Kouadio, ex calciatore ivoriano
- 31 dicembre - Mira Rai, ultramaratoneta nepalese
- 31 dicembre - David Simón, calciatore spagnolo
- 31 dicembre - Alain Traoré, calciatore burkinabé
- 31 dicembre - Enrique Triverio, calciatore argentino
- 31 dicembre - Ely Cheikh Voulani, calciatore mauritano